# Hälsingberg
Hälsingberg är en stadsdel i östra Falun, cirka 4 kilometer från centrum, som mestadels består av radhus- och villabebyggelse.
Hälsingberg har i sin tur två delar: Gamla Hälsingberg och Humlebacken. Gamla Hälsingberg kallas den äldre bebyggelsen runt Hälsingbergsvägen och Jonas Backe. Falu kommun arrangerar stadsvandringar i området där lyssnarna får veta att det i början av 1900-talet fanns bland annat ett eget fängelse i stadsdelen.
Humlebacken är ett modernt villaområde som byggdes på 1970- och 80-talet och som består av 55 röda och gula trähus. Humlebacken delas upp i Övre och Nedre Humlebacken. Boende i Övre humlebacken har utsikt över sjön Runn och delar av den gamla arbetarstadsdelen Korsnäs.
Hälsingberg har natursköna omgivningar, som Rottnebyskogens naturreservat, dit många invånare i området beger sig för rekreation. Här finns elljusspår med möjlighet till längdskidåkning vintertid. Som namnet antyder ligger stadsdelen på ett berg. Hälsingbergs grannstadsdel är Hälsinggården, som ligger på andra sidan Korsnäsvägen (E16). Hälsinggården erbjuder ett större utbud av service, som en högstadieskola och Faluns största gymnasium Haraldsbogymnasiet.
Gatorna i Hälsingberg är namngivna efter tryckeritekniska termer som Bokbindarvägen, Tryckerivägen, Matrisvägen, Typografvägen och Gravyrvägen.
I Hälsingberg finns förskolorna Biet och Humlan samt låg- och mellanstadieskolan Hälsingbergsskolan. Här finns charkfabriken Melkers som tillverkat bland annat falukorv och var ett av de största familjeägda charkuteriföretagen i Sverige innan företaget försattes i konkurs 2021 och det meddelades att fabriken ska läggas ned. Till i början av 1990-talet fanns en närbutik, Ica Knuten, men denna är numera nedlagd och de boende är hänvisade till OKQ8 Hälsingberg eller Willys Norslund. I Humlebacken finns en pizzeria och en obemannad Preem-mack. På Bokbindarvägen finns Agapekyrkan, som var aktiv till omkring år 2000. Numera är kyrkan omgjord till ett bostadshus.
2011 gav författaren Lena Embretsen ut boken "Märtha från Hälsingberg", som handlar om hennes mammas liv i stadsdelen under mitten av 1900-talet.
Från Hälsingberg går Dalatrafiks buss 704 till Falu centrum och vidare till Källviken. Resan till centrum tar cirka 10-15 minuter och går genom Norslund.
Hälsingberg är ett eget valdistrikt. I valet 2010 röstade de boende såhär i riksdagsvalet:
- 31,1 % Socialdemokraterna
- 27,1 % Moderaterna
- 10,6 % Miljöpartiet
- 6,7 % Kristdemokraterna
- 6,5 % Centerpartiet
- 6,2 % Sverigedemokraterna
- 5,2 % Vänsterpartiet
- 5,1 % Folkpartiet
- 1,4 % Övriga